# Jons
Jons is een gemeente in het Franse departement Rhône (regio Auvergne-Rhône-Alpes) en telde op 1 januari 2022 1.594 inwoners.
De plaats maakte deel uit van het arrondissement Lyon totdat de Métropole de Lyon werd afgesplitst van het departement Rhône. Aangezien de aangrenzende gemeente Jonage onderdeel is van de Métropole de Lyon en Jons verder alleen grenst aan gemeenten in de departementen Ain en Isère werd door de afsplitsing de gemeente een exclave van het departement Rhône en het arrondissement Villefranche-sur-Saône, waarbij alle gemeenten die bij het departement bleven horen werden ingedeeld.

## Geografie
De oppervlakte van Jons bedroeg op 1 januari 2022 7,41 vierkante kilometer; de bevolkingsdichtheid was toen 215,1 inwoners per km². De gemeente grenst aan de Rhône.

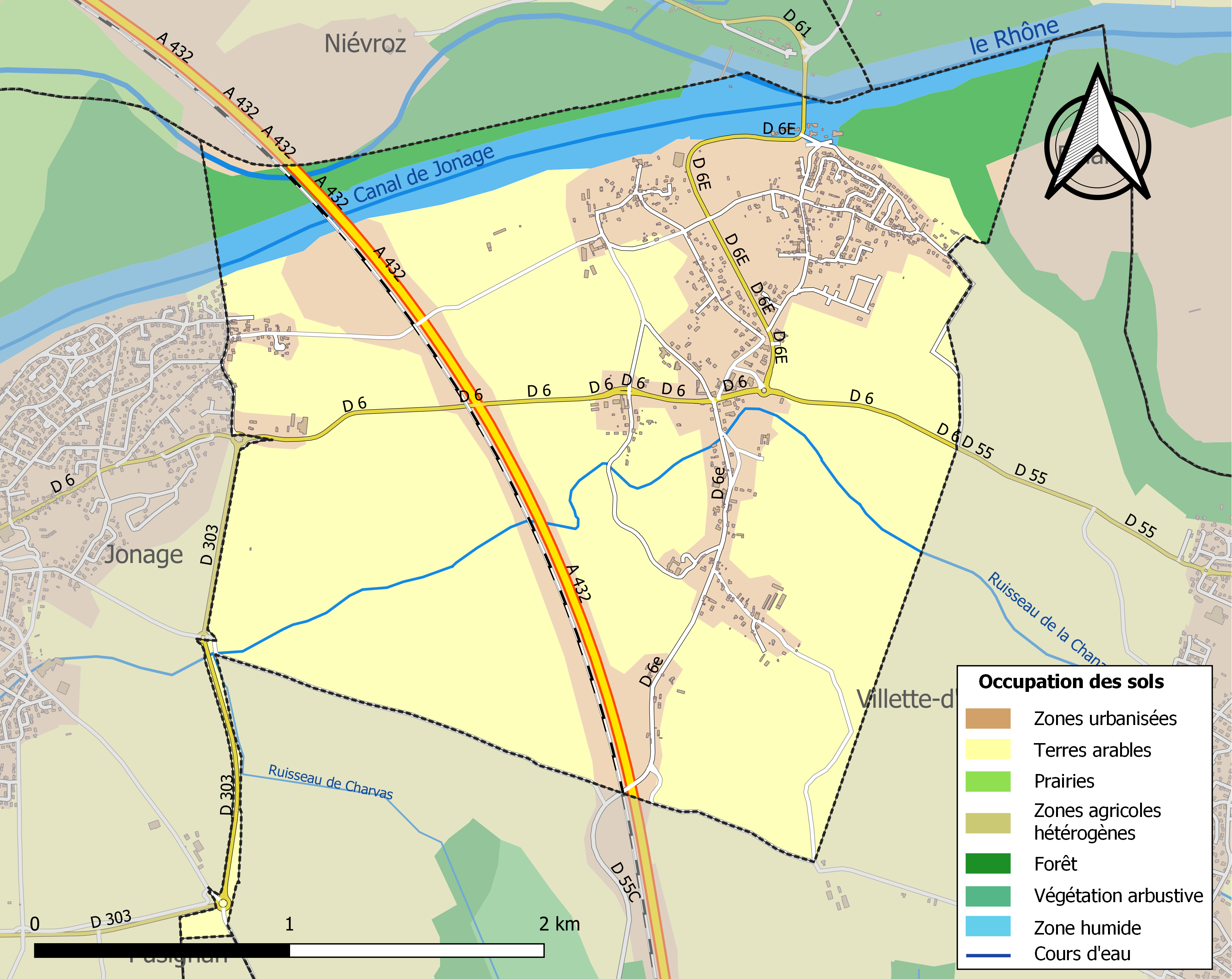
Kaart van de gemeente met de belangrijkste infrastructuur, bodemgebruik en omliggende gemeenten

## Demografie
Onderstaande figuur toont het verloop van het inwonertal (bron: INSEE-tellingen).